# Catanzaro Calcio 2011 2013-2014
Questa voce raccoglie le informazioni riguardanti il Catanzaro Calcio 2011 nelle competizioni ufficiali della stagione 2013-2014.

## Stagione
Nella stagione 2013-2014 il Catanzaro viene affidato al nuovo allenatore Oscar Brevi, disputa il girone B del campionato di Lega Pro, dove raccoglie 55 punti con il quarto posto finale. Disputa i Play-off, ma viene eliminato dal Benevento nei quarti di finale, di fatto nel primo turno degli spareggi, perdendo con le streghe al Ceravolo (1-2) l'11 maggio 2014. Il campionato promuove il Perugia in Serie B, mentre il Frosinone vince i Play-off. Nel girone di andata la squadra giallorossa ha raccolto 28 punti, mentre nel girone di ritorno ha raccolto 27 punti. Nella Coppa Italia di Lega Pro il Catanzaro si qualifica come seconda nel girone P di qualificazione, alle spalle dell'imbattuta Messina, poi nel primo turno ad eliminazione diretta il Catanzaro si sbarazza (1-2) del Melfi, mentre nel secondo turno viene eliminato all'Arechi dalla Salernitana, che si è imposta (2-1) dopo i tempi supplementari, con i tempi regolamentari terminati sull'(1-1), e sarà proprio la squadra granata, a metà aprile, ad alzare al cielo per la prima volta nella sua storia la Coppa Italia di Lega Pro.

## Organigramma societario
Area direttiva
- Presidente: Giuseppe Cosentino
- Vice Presidente: Ambra Cosentino
- Amministratore delegato: Marco Pecora
- Consulente legale delegato ai rapporti con Federcalcio e Lega: Sabrina Rondinelli

Area organizzativa
- Team Manager: Michele Serraino
- Segretario generale: Nazario Sauro

Ufficio stampa
- Responsabile Ufficio Stampa: Antonio Capria
- Ufficio Stampa: Vittorio Ranieri
- Fotografo ufficiale: Salvatore Monteverde
- Fotografo ufficiale: Romana Monteverde
- Operatore di ripresa: Francesco Massaro

Area tecnica
- Allenatore: Oscar Brevi
- Allenatore in seconda: Ferdinando Passariello
- Direttore Sportivo: Armando Ortoli
- Preparatore dei portieri: Ottavio Strano
- Preparatore atletico: Fabio Martinelli
- Responsabile Settore Giovanile: Carmelo Moro
- Responsabile Settore Giovanile: Franco Modestia
- Osservatore: Salvatore Accursi
- Osservatore: Michele Ruggiero

Area sanitaria
- Medico Sociale: Dott. Giuseppe Gualtieri
- Medico dello Sport: Dott. Francesco De Francesca
- Medico consulente cardiologo: Dott. Roberto Ceravolo
- Medico consulente ortopedico: Dott. Vincenzo Macrì
- Fisioterapista: Saverio Arena

## Divise e sponsor
L'Unione Sportiva Catanzaro ha come sponsor, dalla stagione 2011-2012, la GICOS import export s.r.l., azienda di proprietà di Giuseppe Cosentino, presidente del club stesso.
| Casa | Trasferta | Terza divisa |

## Rosa

### Rosa 2013-2014
Rosa tratta dal sito ufficiale del Catanzaro.
| N. |                   | Ruolo | Calciatore                   |
| -- | ----------------- | ----- | ---------------------------- |
|    | Italia (bandiera) | P     | Giacomo Bindi                |
|    | Italia (bandiera) | P     | Loris Cannizzaro             |
|    | Italia (bandiera) | P     | Tommaso Scuffia              |
|    | Italia (bandiera) | D     | Eugenio Calvarese            |
|    | Italia (bandiera) | D     | Gennaro Mallamaci            |
|    | Italia (bandiera) | D     | Salvatore Ferraro (capitano) |
|    | Italia (bandiera) | D     | Michele Rigione              |
|    | Italia (bandiera) | D     | Fabio Catacchini             |
|    | Italia (bandiera) | D     | Loris Bacchetti              |
|    | Italia (bandiera) | D     | Sergio Sabatino              |
|    | Italia (bandiera) | D     | Daniele Rosania              |
|    | Italia (bandiera) | C     | Tommaso Morosini             |

| N. |                   | Ruolo | Calciatore          |
| -- | ----------------- | ----- | ------------------- |
|    | Italia (bandiera) | C     | Antonio Vacca       |
|    | Italia (bandiera) | C     | Gianluca Di Chiara  |
|    | Italia (bandiera) | C     | Alessandro Marchi   |
|    | Italia (bandiera) | C     | Leandro Vitiello    |
|    | Italia (bandiera) | C     | Riccardo Casini     |
|    | Italia (bandiera) | C     | Nicola Fiore        |
|    | Italia (bandiera) | C     | Alessio Benedetti   |
|    | Italia (bandiera) | C     | Andrea Russotto     |
|    | Italia (bandiera) | A     | Riccardo Martignago |
|    | Italia (bandiera) | A     | Domenico Germinale  |
|    | Italia (bandiera) | A     | Giordano Fioretti   |
|    | Italia (bandiera) | A     | Giuseppe Madonia    |

## Calciomercato

### Sessione estiva(dal 1/7 al 31/8)
| Acquisti | Acquisti            | Acquisti   | Acquisti      |
| R.       | Nome                | da         | Modalità      |
| -------- | ------------------- | ---------- | ------------- |
| P        | Tommaso Scuffia     | Melfi      | svincolato    |
| P        | Giacomo Bindi       | Genoa      | svincolato    |
| D        | Salvatore Ferraro   | Ternana    | ?             |
| D        | Michele Rigione     | Inter      | ?             |
| D        | Eugenio Calvarese   | Pescara    | ?             |
| D        | Alessio Mariotti    | Aprilia    | fine prestito |
| C        | Davide Corso        | Mantova    | fine prestito |
| C        | Riccardo Casini     | Bologna    | prestito      |
| C        | Alessandro Marchi   | Bologna    | prestito      |
| C        | Francesco Uliano    | Südtirol   | svincolato    |
| A        | Domenico Germinale  | -          | svincolato    |
| A        | Riccardo Martignago | Cittadella | ?             |

| Cessioni | Cessioni                  | Cessioni    | Cessioni      |
| R.       | Nome                      | a           | Modalità      |
| -------- | ------------------------- | ----------- | ------------- |
| P        | Matteo Pisseri            | Parma       | fine prestito |
| D        | Michelangelo Papasidero   | Bisceglie   | ?             |
| D        | Alessio Mariotti          | Alessandria | ?             |
| D        | Simone Narducci           | -           | svincolato    |
| D        | Christian Conti           | -           | svincolato    |
| D        | Ciro Oreste Sirignano     | Gavorrano   | definitivo    |
| C        | Juan Martìn Ulloa         | Novese      | svincolato    |
| C        | Alberto Quadri            | Mantova     | ?             |
| C        | Roberto Romeo             | -           | svincolato    |
| C        | Ivan Castiglia            | Reggina     | fine prestito |
| C        | Ronaldo Pompeu da Silva   | Empoli      | fine prestito |
| A        | Federico Ezequiel Bugatti | Novese      | ?             |
| A        | Stefano D'Agostino        | Sampdoria   | fine prestito |
| A        | Salvatore Carboni         | -           | svincolato    |
| A        | Simone Masini             | Ascoli      | fine prestito |

### Sessione invernale(dal 3/1 al 31/1)
| Acquisti | Acquisti           | Acquisti    | Acquisti   |
| R.       | Nome               | da          | Modalità   |
| -------- | ------------------ | ----------- | ---------- |
| D        | Daniele Rosania    | Ascoli      | prestito   |
| C        | Gianluca Di Chiara | Palermo     | prestito   |
| C        | Tommaso Morosini   | AlbinoLeffe | definitivo |
| C        | Antonio Vacca      | Benevento   | definitivo |
| A        | Giuseppe Madonia   | Trapani     | definitivo |

| Cessioni | Cessioni           | Cessioni | Cessioni   |
| R.       | Nome               | a        | Modalità   |
| -------- | ------------------ | -------- | ---------- |
| D        | Alessandro Orchi   | Aprilia  | prestito   |
| C        | Tommaso Squillace  | Messina  | prestito   |
| C        | Francesco Uliano   | Mantova  | definitivo |
| C        | Nicola Fiore       | Teramo   | definitivo |
| A        | Emiliano Tortolano | Catania  | prestito   |

## Risultati

### Lega Pro Prima Divisione

#### Girone di andata
| Arbitro: | Martinelli (Roma) |

|                |           |                         |
| Martignago 12’ | Marcatori | 85’ (rig.) A. Benedetti |

| Prato 8 settembre 2013, ore 17:00 CEST 2ª giornata | Prato               | 0 – 0 referto | Catanzaro | Stadio Lungobisenzio (891 spett.)\| Arbitro: \| Di Martino (Teramo) \| |
| Arbitro:                                           | Di Martino (Teramo) |               |           |                                                                        |

| Arbitro: | Pelagatti (Arezzo) |

|                |           |  |
| Martignago 32’ | Marcatori |  |

| Arbitro: | Giovani (Grosseto) |

|                |           |                           |
| D'Ambrosio 47’ | Marcatori | 7’ A. Marchi 66’ Fioretti |

| Catanzaro 29 settembre 2013, ore 15:00 CEST 5ª giornata | Catanzaro               | 0 – 0 referto | Pisa | Stadio Nicola Ceravolo (4523 spett.)\| Arbitro: \| Ripa (Nocera Inferiore) \| |
| Arbitro:                                                | Ripa (Nocera Inferiore) |               |      |                                                                               |

| 6 ottobre 2013 6ª giornata |  | – Turno di riposo Catanzaro |  |  |

| Arbitro: | Morreale (Roma) |

|  |           |                                             |
|  | Marcatori | 6’ Tortolano 39’, 90+1’ Fioretti 70’ Uliano |

| Arbitro: | Sacchi (Macerata) |

|                  |           |              |
| A. Benedetti 19’ | Marcatori | 6’ Falzerano |

| Arbitro: | Baroni (Firenze) |

|                        |           |                     |
| Mazzeo 59’ Moscati 81’ | Marcatori | 85’ (rig.) Fioretti |

| Arbitro: | Marini (Roma) |

|           |           |  |
| Fiore 48’ | Marcatori |  |

| Arbitro: | Albertini (Ascoli Piceno) |

|  |           |              |
|  | Marcatori | 23’ Fioretti |

| Arbitro: | Ros (Pordenone) |

|                                   |           |                                 |
| Fioretti 37’ Germinale 77’ (rig.) | Marcatori | 61’ (rig.) Guazzo 85’ Mendicino |

| Arbitro: | Piccinini (Forlì) |

|                         |           |                  |
| A. Benedetti 28’ (aut.) | Marcatori | 43’ A. Benedetti |

| Arbitro: | Fiore (Barletta) |

|              |           |  |
| Russotto 26’ | Marcatori |  |

| Arbitro: | Piscopo (Imperia) |

|              |           |           |
| Fioretti 19’ | Marcatori | 23’ Ilari |

| Arbitro: | Giovani (Grosseto) |

|                |           |                                |
| Martinovic 78’ | Marcatori | 22’, 67’ Fioretti 59’ Russotto |

| Arbitro: | Serra (Torino) |

|  |           |                                   |
|  | Marcatori | 28’ (rig.) De Sousa 79’ Infantino |

#### Girone di ritorno
| Arbitro: | Rasia (Bassano del Grappa) |

|                    |           |              |
| Rigione 54’ (aut.) | Marcatori | 52’ Fioretti |

| Catanzaro 12 gennaio 2014, ore 14:30 CEST 19ª giornata | Catanzaro          | 0 – 0 referto | Prato | Stadio Nicola Ceravolo (3312 spett.)\| Arbitro: \| Illuzzi (Molfetta) \| |
| Arbitro:                                               | Illuzzi (Molfetta) |               |       |                                                                          |

| Arbitro: | Abisso (Palermo) |

|                                         |           |  |
| Curiale 12’ D. Ciofani 60’ Paganini 70’ | Marcatori |  |

| Catanzaro 26 gennaio 2014, ore 14:30 CEST 21ª giornata | Catanzaro        | 0 – 0 referto | Lecce | Stadio Nicola Ceravolo (3430 spett.)\| Arbitro: \| Rapuano (Rimini) \| |
| Arbitro:                                               | Rapuano (Rimini) |               |       |                                                                        |

| Pisa 2 febbraio 2014, ore 14:30 CEST 22ª giornata | Pisa          | 0 – 0 referto | Catanzaro | Stadio Arena Garibaldi (4100 spett.)\| Arbitro: \| Marini (Roma) \| |
| Arbitro:                                          | Marini (Roma) |               |           |                                                                     |

| 9 febbraio 2014 23ª giornata |  | – Turno di riposo Catanzaro |  |  |

| 16 febbraio 2014, ore 14:30 CEST 24ª giornata | Catanzaro | 3 – 0 Risultato assegnato a tavolino per l'esclusione della Nocerina dal campionato | Nocerina |  |

| Arbitro: | Colarossi (Roma) |

|  |           |             |
|  | Marcatori | 38’ Madonia |

| Arbitro: | Sacchi (Macerata) |

|               |           |  |
| A. Marchi 15’ | Marcatori |  |

| Pontedera 9 marzo 2014, ore 14:30 CEST 27ª giornata | Pontedera          | 0 – 0 referto | Catanzaro | Stadio Ettore Mannucci (800 spett.)\| Arbitro: \| Aversano (Treviso) \| |
| Arbitro:                                            | Aversano (Treviso) |               |           |                                                                         |

| Arbitro: | Martinelli (Roma) |

|              |           |  |
| Sabatino 88’ | Marcatori |  |

| Salerno 23 marzo 2014, ore 14:30 CEST 29ª giornata | Salernitana          | 0 – 0 referto | Catanzaro | Stadio Arechi (8166 spett.)\| Arbitro: \| Cifelli (Campobasso) \| |
| Arbitro:                                           | Cifelli (Campobasso) |               |           |                                                                   |

| Arbitro: | Niccolo' Baroni (Firenze) |

|               |           |          |
| Germinale 54’ | Marcatori | 62’ Radi |

| Benevento 6 aprile 2014, ore 15:00 CEST 31ª giornata | Benevento      | 0 – 0 referto | Catanzaro | Stadio Ciro Vigorito (5000 spett.)\| Arbitro: \| Serra (Torino) \| |
| Arbitro:                                             | Serra (Torino) |               |           |                                                                    |

| Arbitro: | Verdenelli (Foligno) |

|  |           |                                         |
|  | Marcatori | 10’ Sabatino 39’ Germinale 51’ Fioretti |

| Arbitro: | Greco (Lecce) |

|                                                         |           |  |
| Fioretti 16’ (rig.) Germinale 54’ (rig.) Martignago 80’ | Marcatori |  |

| L'Aquila 4 maggio 2014, ore 15:00 CEST 34ª giornata | L’Aquila                 | 0 – 0 | Catanzaro | Stadio Tommaso Fattori\| Arbitro: \| Guccini (Albano Laziale) \| |
| Arbitro:                                            | Guccini (Albano Laziale) |       |           |                                                                  |

### Play-off
| Arbitro: | Pezzuto (Lecce) |

|               |           |                        |
| Germinale 38’ | Marcatori | 15’ Melara 72’ Padella |

### Coppa Italia Lega Pro

#### Fase 1 a eliminazione diretta

##### Girone P
| Arbitro: | Rocca (Vibo Valentia) |

|                           |           |               |
| Fioretti 16’ Russotto 88’ | Marcatori | 14’ Del Sante |

| Arbitro: | Guarino (Caltanissetta) |

|             |           |  |
| Chiaria 40’ | Marcatori |  |

#### Primo Turno
| Arbitro: | Perotti (Legnano) |

|                   |           |                      |
| Neglia 48’ (rig.) | Marcatori | 34’ Fiore 39’ Casini |

#### Secondo Turno
| Arbitro: | Mancini (Fermo) |

|                        |           |            |
| Mounard 73’ Ricci 106’ | Marcatori | 57’ Casini |

## Statistiche
Statistiche aggiornate al 27 aprile 2014.

### Statistiche di squadra
| Competizione             | Punti | In casa | In casa | In casa | In casa | In casa | In casa | In trasferta | In trasferta | In trasferta | In trasferta | In trasferta | In trasferta | Totale | Totale | Totale | Totale | Totale | Totale | DR  |
| Competizione             | Punti | G       | V       | N       | P       | Gf      | Gs      | G            | V            | N            | P            | Gf           | Gs           | G      | V      | N      | P      | Gf     | Gs     | DR  |
| ------------------------ | ----- | ------- | ------- | ------- | ------- | ------- | ------- | ------------ | ------------ | ------------ | ------------ | ------------ | ------------ | ------ | ------ | ------ | ------ | ------ | ------ | --- |
| Lega Pro Prima Divisione | 54    | 16      | 7       | 8       | 1       | 17      | 8       | 15           | 6            | 8            | 2            | 17           | 9            | 32     | 13     | 16     | 3      | 34     | 17     | +17 |
| Coppa Italia Lega Pro    | -     | 1       | 1       | -       | -       | 2       | 1       | 3            | 1            | 0            | 2            | 3            | 4            | 4      | 2      | 0      | 2      | 5      | 5      | 0   |
| Totale                   | -     | 17      | 8       | 8       | 1       | 19      | 9       | 18           | 7            | 8            | 4            | 20           | 13           | 35     | 15     | 16     | 5      | 39     | 22     | +17 |

### Andamento in campionato
| Giornata  | 1 | 2 | 3 | 4 | 5 | 6 | 7 | 8 | 9 | 10 | 11 | 12 | 13 | 14 | 15 | 16 | 17 | 18 | 19 | 20 | 21 | 22 | 23 | 24 | 25 | 26 | 27 | 28 | 29 | 30 | 31 | 32 | 33 | 34 |
| --------- | - | - | - | - | - | - | - | - | - | -- | -- | -- | -- | -- | -- | -- | -- | -- | -- | -- | -- | -- | -- | -- | -- | -- | -- | -- | -- | -- | -- | -- | -- | -- |
| Luogo     | C | T | C | T | C | - | T | C | T | C  | T  | C  | T  | C  | C  | T  | C  | T  | C  | T  | C  | T  | -  | C  | T  | C  | T  | C  | T  | C  | T  | T  | C  | T  |
| Risultato | N | N | V | V | N | - | V | N | P | V  | V  | N  | N  | V  | N  | V  | P  | N  | N  | P  | N  | N  | -  | V  | V  | V  | N  | V  | N  | N  | N  | V  | V  | N  |

Fonte:  Prima Divisione B: Classifica, su it.eurosport.yahoo.com, Eurosport.
Legenda:

Luogo: C = Casa; T = Trasferta. Risultato: V = Vittoria; N = Pareggio; P = Sconfitta.
- = Turno di riposo.